# 初见
《初见》是电视剧《东宫》的主题曲，由余昭源和叶里演唱，于2019年2月14日发行。歌曲由冯达作曲，于昊编曲，李玉飞填词。歌曲有雁南归组合演唱的彝语版以及两位主演演唱的演员版。音乐视频于2019年2月14日播出。

## 背景
歌曲最初作为背景音乐出现在2018年12月7日放出的电视剧宣传片花中。余昭源于12月9日证实。电视剧在2019年2月14日宣布定档，并发出歌曲的音乐视频。2019年2月22日，歌曲随电视剧原声带上架腾讯音乐平台。演员版音乐视频于2019年3月11日播出。
在2月18日电视剧第十集播出后，经网友的反馈，一天后片方在高潮处换上歌曲作为背景音乐重新播出。

## 作曲
歌曲以降B大调谱曲，速度为每分钟72拍。

## 排行榜
歌曲发布后空降QQ音乐热歌巅峰榜第37位，内地巅峰榜第2位，影视金曲巅峰榜第2位。
| 排行榜（2019年）                     | 最高 排名 |
| ------------------------------------ | --------- |
| 中国数字歌曲（QQ音乐热歌巅峰榜）     | 32        |
| 中国数字歌曲（QQ音乐内地巅峰榜）     | 2         |
| 中国数字歌曲（QQ音乐影视金曲巅峰榜） | 2         |